# Cold Hands
Albums de Boss Hog
Drinkin', Lechin' & Lyin'
(1989) Girl Positive
(1993)
Cold Hands est le premier album de Boss Hog. Il a été commercialisé au format 33 tours et CD.

## Titres
1. Gerard
2. Eddy
3. Bug Purr
4. Red Bull
5. Go Wrong
6. Pete Shore
7. Domestic
8. Duchess
9. Pop Catastrophe

## Commentaires
Cet album a été enregistré par la première formation de Boss Hog, c'est-à-dire avec Jerry Teel, Pete Shore, Kurt Wolf et Charlie Ondras autour de Jon Spencer et de Cristina Martinez.
Comme à l'accoutumée, on peut voir Cristina Martinez sur la pochette de cet album, posant assise et nue, la poitrine cachée par ses cheveux et une jambe repliée.